# Ercheia diffusistriga
Ercheia diffusistriga är en fjärilsart som beskrevs av Embrik Strand 1914. Ercheia diffusistriga ingår i släktet Ercheia och familjen nattflyn. Inga underarter finns listade i Catalogue of Life.